# مكتب محاسبة الحكومة
أنشئ مكتب محاسبة الحكومة بوصفه مكتب المحاسبة العام بموجب قانون الميزانية والمحاسبة لعام 1921وقد طلب القانون من رئيس مكتب محاسبة الحكومة أن يَضْطَلِع بـ:
«التحقيق، في مقر الحكومة أو في أي مكان آخر، في جميع المسائل المتعلقة باستلام الأموال العامة وصرفها وتطبيقها وتقديم ذلك إلى الرئيس وإلى الكونغرس إضافة إلى تقارير وتوصيات تتطلع إلى زيادة الاقتصاد أو الكفاءة في النفقات العامة».
وفقًا لبيان المهمة الحالي لمكتب المحاسبة الحكومة فإن الوكالة موجودة لدعم الكونغرس في الوفاء بمسؤولياته الدستورية والمساعدة على تحسين الأداء وضمان مساءلة الحكومة الفيدرالية لصالح الشعب الأمريكي.
وقد غُيّر الاسم في عام 2004 إلى مكتب محاسبة الحكومة بموجب قانون إصلاح رأس المال البشري التابع للمكتب ليعكس مهمة المكتب بشكل أفضل. لا يقوم مراجعو حسابات مكتب محاسبة الحكومة بإجراء عمليات تدقيق مالية فحسب، بل يقومون أيضًا بمجموعة واسعة من عمليات مراجعة الأداء.
وعلى مر السنين، يشار إلى مكتب محاسبة الحكومة باسم (الهيئة الرقابية في الكونغرس) و(أفضل صديق لدافعي الضرائب) بسبب عمليات التدقيق المتكررة والتقارير الاستقصائية التي كشفت عن إهدار الموارد وعدم الكفاءة في الحكومة وكثيرا ما تلفت وسائط الإعلام الانتباه إلى عمل مكتب محاسبة الحكومة بنشر قصص عن النتائج والاستنتاجات والتوصيات الواردة في تقاريرها.
كثيرًا ما يذكر أعضاء الكونغرس أيضًا عمل مكتب محاسبة الحكومة في بيانات صحفية وجلسات استماع في الكونغرس ومناقشات حول التشريع المقترحوقد صُنفت الشراكة من أجل الخدمة العامة في المرتبة الثانية عام 2007 في قائمة أفضل الأماكن للعمل في الحكومة الفيدرالية كما وضمنت مجلة واشينغتونيان مكتب محاسبة الحكومة في قائمة الأماكن الرائعة للعمل في واشنطن في نفس العام، وهي قائمة تضم القطاعين العام والخاص والقطاعات غير الربحية.
يرأس مكتب محاسبة الحكومة المراقب العام للولايات المتحدة، وهو منصب مهني وغير حزبي في الحكومة الأمريكية ويتولى رئيس الجمهورية تعيين المراقب العام بناء على مشورة مجلس الشيوخ وموافقته حيث يشغل المنصب لمدة 15 سنة غير قابلة للتجديدويختار الرئيس مرشحًا من قائمة تضم ثلاثة أفراد على الأقلّ أوصت بهم لجنة مكونة من ثمانية أعضاء من الحزبين مكونة من مجلسين تشريعيين من زعماء الكونغرس وخلال هذه الفترة، يكون للمراقب العام صلاحية متابعة الدعاوى القضائية لفرض الوصول إلى معلومات الوكالة الفيدرالية.
لا يجوز لرئيس الجمهورية إقالة المراقب العام، ولكن فقط من خلال الكونجرس عبر توجيه الاتهام أو القرار المشترك لأسباب محددة ومنذ عام 921، لم يكن هناك سوى سبعة مراقبين، ولم تبذل أي محاولة رسمية لإبعاد مراقب عام على الإطلاق.
وقد أصبحت العلاقات بين العمال والإدارة متوترة خلال فترة السنوات التسع التي تولى فيها المراقب العام السابع، ديفيد مووكروفي 19 سبتمبر 2007، صوت محللو مكتب محاسبة الحكومة بفارق اثنين إلى واحد (897-445)، في نسبة إقبال بلغت 75%، لتأسيس الاتحاد الأول في تاريخ مكتب محاسبة الحكومة الذي يبلغ تاريخه 86 عامًاوقد صوت المحللون لصالح الانضمام إلى الاتحاد الدولي للمهندسين الفنيين والتقنيين (IFPTE)، وهو عضو في اتحاد المنظمات الصناعية الأمريكي للعمال والكونغرسAFL-CIO.
هناك أكثر من 1800 محلل في وحدة المساومة التابعة لمحللي مكتب محاسبة الحكومة، وصوت المحليون على تسمية الاتحاد الدولي للمهندسين الفنيين والتقنيين المحليين IFPTE Local  في عام 1921، تكريمًا لتاريخ إنشاء مكتب محاسبة الحكومة وفي 14 فبراير 2008، وافق اتحاد محللي مكتب محاسبة الحكومة على عقد الدفع المفاوض عليه لأول مرة مع الإدارة، وكان من بين ما يزيد قليلًا عن 1200 صوت 98% مؤيدون للعقد.
يضع مكتب محاسبة الحكومة معايير لتدقيق حسابات المنظمات الحكومية والبرامج والأنشطة والوظائف، فضلًا عن المساعدة الحكومية التي يتلقاها المقاولون والمنظمات غير الربحية وغيرها من المنظمات غير الحكومية الأخرى.
ويتبع هذه المعايير التي يشار إليها غالبًا باسم معايير التدقيق الحكومية المتعارف عليها والمقبولة عمومًا (GAGAS)، من قبل مدققي الحسابات ومنظمات التدقيق عند الاقتضاء بموجب القانون أو الضوابط أو الاتفاقية أو العقد أو السياسة وتتعلق هذه المعايير بالمؤهلات المهنية للمدققين وجودة جهود التدقيق وخصائص تقارير التدقيق المهنية وذات المغزى.
وفي عام 1992، استضاف مكتب محاسبة الحكومة الدولي المؤتمر الدولي الرابع عشر للمؤسسات العليا لمراجعة الحسابات XIV INCOSAI، وهو المؤتمر الرابع عشر الذي تعقده المنظمة الدولية للمؤسسات العليا لمراجعة الحسابات (INTOSAI) كل ثلاث سنوات.

## التقارير
يعتبر المكتب مزود بيانات إلكتروني تابع لحكومة الولايات المتحدة، حيث تتوفر جميع تقاريرها على موقعه الإلكتروني، باستثناء بعض التقارير التي يقتصر توزيعها على الاستخدام الرسمي من أجل حماية الأمن القومي والداخلي.
تتنوع المواضيع المبلغ عنها من الميزانية الفيدرالية والقضايا المالية إلى الإدارة المالية والتعليم وقضايا التقاعد والدفاع والأمن الداخلي وإقامة العدل والرعاية الصحية وإدارة المعلومات والتكنولوجيا والموارد الطبيعية والبيئة والشؤون الدولية والتجارة والأسواق المالية والإسكان والإدارة الحكومية ورأس المال البشريوكثيرًا ما ينتج المكتب أبرز تقاريره التي تكون بمثابة بيان لسجل مختلف اللجان الفرعية التابعة لكونغرس الولايات المتحدة.
تشرع معظم دراسات وتقارير مكتب محاسبة الحكومة بطلب من أعضاء الكونغرس، بما في ذلك الطلبات المنصوص عليها في النظام الأساسي، وهي تعكس بالتالي مخاوف من الاستيراد السياسي الحالي، مثل دراسة أثر تجميد التوظيف على نطاق الحكومة تصدر العديد من التقارير بشكل دوري وتتّبِع رؤية طويلة الأمد إزاء عمليات الوكالات الأمريكية كما يصدر مكتب محاسبة الحكومة تقارير سنوية عن قضايا رئيسية مثل الازدواجية وتوفير التكاليف وتحديث المخاطر العالية.
ويقوم المكتب بإعداد نحو 900 تقرير سنويًا وينشر تقارير ومعلومات تتعلق في جملة أمور تتضمن ما يلي:

### البيانات المالية للحكومة الأمريكية
يصدر مكتب محاسبة الحكومة كل عام تقرير مراجعة الحسابات حول البيانات المالية لحكومة الولايات المتحدة وقد صدر التقرير المالي لحكومة الولايات المتحدة لعام 2010 في 21 ديسمبر 2010وجاء في البيان الصحفي المرافق أن مكتب محاسبة الحكومة «لا يمكنه أن يصدر رأيًا بشأن البيانات المالية الموحدة للحكومة الفيدرالية لعام 2010، بسبب أوجه ضعف واسعة النطاق في الرقابة الداخلية المادية  وشكوك كبيرة وغيرها من القيود».

### الدين العام للولايات المتحدة
ينشر مكتب محاسبة الحكومة تقريرًا فيدراليًا عن التوقعات المالية إضافة إلى البيانات المتعلقة بالعجز كجزء من مبادرته الرامية للدعوة إلى الاستدامة ويعرض العجز في الولايات المتحدة على أساس نقدي وليس على أساس تراكمي، رغم أن مكتب محاسبة الحكومة يلاحظ أن العجز المتراكم (يوفر مزيدًا من المعلومات عن الآثار الطويلة الأجل للعمليات السنوية للحكومة)ففي السنة المالية 2010، كانت تكاليف التشغيل الصافية للحكومة الفيدرالية في الولايات المتحدة 2080 مليار دولار، وقد بلغ العجز النقدي 1,294 مليار دولار، وذلك لأن هذا يتضمن مخصصات محاسبية (تقديرات الالتزامات المستقبلية).

### الخطة الاستراتيجية الخمسية
تحدد أحدث خطة لمكتب محاسبة الحكومة للفترة 2010-2015 أربعة أهداف هي:
1. التحديات الحالية والناشئة لرفاه الشعب الامريكى والأمن المالي.
2. تغير التهديدات الأمنية وتحديات الترابط العالمي.
3. تحويل الحكومة الفيدرالية إلى مواجهة التحديات الوطنية.
4. زيادة قيمة مكتب محاسبة الحكومة.[15]

## دائرة تدقيق وتحقيق الحسابات القانونية (FAIS)
ويوفر فريق دائرة تدقيق وتحقيق الحسابات القانونية للكونغرس تدقيقات شرعية عالية الجودة وتحقيقات في حالات الاحتيال والتبذير وإساءة المعاملة وغير ذلك من التحقيقات الخاصة وتقييمات الأمن ومواطن الضعفويعبر عملها عن مجموعة متنوعة من البرامج الحكومية التي تديرها دائرة الإيرادات الداخلية الأمريكية IRS، ومراكز الرعاية الطبية وخدمات المساعدة الطبية وإدارة شؤون المحاربين القدامى ووزارة الأمن الداخلي وغيرها.

## المكتب وتقييم التكنولوجيا
بعد إغلاق مكتب تقييم التكنولوجيا (OTA) في عام 1995 وجّه الكونغرس مكتب محاسبة الحكومة الدولي إلى تنفيذ برنامج تجريبي لتقييم التكنولوجياوفي الفترة ما بين عامي 2002 و2006، استُكملت أربعة تقارير وهي: استخدام القياسات الحيوية المعنية بأمن الحدود وأمن القضاء الإلكتروني لحماية الهياكل الأساسية الحيوية وتكنولوجيات حماية الهياكل في حرائق الأراضي البرية وتكنولوجيات أمن حاويات البضائع.
وجد مكتب محاسبة الحكومة في التقرير الأول أنه رغم إمكانية استخدام تكنولوجيات القياس الحيوي لتأمين الحدود، إلا أنها كانت تعاني من قيود في نظم بصمات الأصابع والتعرف على الوجهوكان التأثير الفوريّ للتقرير هو شهادة الكونغرس على استخدام القياسات الحيوية التي ساعدت بدورها في توفير معلومات لجهود إصلاح الأمن القوميّ الأمريكيّوأصبحت تقارير المكتب التي أتيحت للجمهور هي بمثابة أدوات أساسية لفهم آثار السياسات التي نظر فيها الكونغرس على العلم والتكنولوجيا
أنشأ الكونغرس منذ عام 2007وظيفة دائمة في مكتب محاسبة الحكومة وقد عزز هذا الدور التنفيذي الجديد عمليات التدقيق في أداء المكتب فيما يتعلق بقضايا العلم والتكنولوجيا، بما في ذلك فعالية وكفاءة البرامج الفيدرالية الأمريكية وفي عام 2010، انضم المكتب إلى تقييم التكنولوجيا البرلمانية الأوروبية كعضو مشاركوقد أكمل المكتب في السنوات الثلاث الأخيرة تقارير تقييم التكنولوجيا حول ثلاثة موضوعات كان أحدثها في عام 2011 ــ أمن السكك الحديدية والهندسة المناخية وكاشفات النيوترون البديلة.
وفي تقرير الهندسة المناخية، طلب الكونغرس من مكتب محاسبة الحكومة أن يدرس ثلاثة مجالات هي: حالة العلوم والتكنولوجيا الحالية في الهندسة المناخية ووجهات نظر الخبراء حول مستقبل أبحاث الهندسة المناخية والاستجابات العامة المحتملة للهندسة المناخية عندما يتلقى المكتب طلبًا لإجراء تقييم تكنولوجي، فإنه يتبع خمس مراحل: القبول والتخطيط وجمع البيانات وتحليلها وتطوير المنتجات وتوزيعها والنتائج.
تتضمن المرحلتان الأولى والثانية اختيار الموضوع وبدء خطة تقييم التكنولوجيا بينما تكون المراحل الأخرى تباعًا: إجراء تقييم تكنولوجي، ثم إعداد التقرير وضمان دقته ونزاهته، وتلقي التعليقات من الكونغرس في النهاية وتطوير الدروس المستفادة لتعزيز عملية تقييم التكنولوجيا.
يصف المكتب تقييم التكنولوجيا بأنها توفر (تحليلًا شاملًا ومتوازنًا للابتكارات التكنولوجية المهمة التي تؤثر على مجتمعنا والبيئة والاقتصاد) موضحًا العواقب التي ستترتب على كل تكنولوجيا بارزة بالنسبة للوكالات والإدارات الفيدرالية وآثارها واسعة النطاق على المجتمع الأمريكيوهذا التعريف العملي العام يمكّن محللي المكتب من استخدام تقييم التكنولوجيا كأداة لتحليل السياساتوتجري تقييمات التكنولوجيا في مكتب محاسبة الحكومة وفقًا لإطار ضمان الجودة الذي وضعه المكتبويبدأ مكتب محاسبة الحكومة في تنفيذ عمليات تقييم التكنولوجيا من خلال ولايات الكونغرس وطلبات قادة الكونغرس ومن خلال سلطة المراقب العام للولايات المتحدة.
كما يقدم قسم تقييم التكنولوجيا في موقع مكتب محاسبة الحكومة أحدث تقارير تقييم التكنولوجيا ومقاطع الفيديو.